# Layla El-Dekmak
Layla El-Dekmak is een Belgische journalist en radiopresentatrice, met een Belgische moeder en Libanese vader.
Sinds 2017 is ze gastvrouw van het programma Dubbelbloed op Radio 1 en het programma Reis Rond de Wereld. Voor het grote publiek werd ze bekend in 2018 door haar deelname aan het televisieprogramma De Slimste Mens ter Wereld.
Ze maakte de podcast Lijf en voor Canvas maakte ze de Emmy-genomineerde documentairereeks Terug Naar Rwanda.